# Okręg wyborczy Windsor
Okręg wyborczy Windsor powstał w 1424 r. i wysyłał do angielskiej, a następnie brytyjskiej, Izby Gmin dwóch deputowanych. W 1868 r. liczbę mandatów przypadających na okręg zmniejszono do jednego. Okręg zlikwidowano w 1974 r., ale przywrócono go ponownie w roku 1997. Obejmuje on miasto Windsor w hrabstwie Berkshire.

## Deputowani do brytyjskiej Izby Gmin z okręgu Windsor

### Deputowani w latach 1424–1660
- 1510–1515: John Welles
- 1510: William Pury
- 1512–1515: Thomas Rider
- 1529–1536: Thomas Ward
- 1529–1536: William Symonds
- 1547–1555: Richard Ward
- 1547–1552: Edward Weldon
- 1552: Thomas Little
- 1553: Richard Amyce
- 1553: Thomas Good
- 1554: Thomas Butler
- 1554–1558: William Norris
- 1558: William Hanley
- 1559: Thomas Weldon
- 1559: Richard Amyce
- 1563–1567: Richard Gallys
- 1563–1567: John Gresham
- 1571: John Thomson
- 1571: Humphrey Michell
- 1572–1583: Edmund Dockwra
- 1572–1576: Richard Gallys
- 1576–1583: Humphrey Michell
- 1584–1588: Henry Neville
- 1584–1585: John Croke
- 1586–1587: George Woodward
- 1588–1589: Edward Hake
- 1588–1589: Edward Neville
- 1593: Henry Neville
- 1593: Edward Neville
- 1597–1601: Julius Caesar
- 1597–1601: John Norris

### Deputowani w latach 1660–1868
- 1660–1661: Alexander Baker
- 1660–1661: Roger Palmer
- 1661–1677: Richard Braham
- 1661–1679: Thomas Higgons
- 1677–1679: Francis Winnington
- 1679–1679: John Ernle
- 1679–1679: John Powney
- 1679–1679: Richard Winwood
- 1679–1679: Samuel Starkey
- 1679–1680: John Powney
- 1679–1680: John Carey
- 1680–1685: Samuel Starkey
- 1680–1685: Richard Winwood
- 1685–1689: William Chiffinch
- 1685–1689: Richard Graham
- 1689–1690: Henry Powle
- 1689–1689: Christopher Wren
- 1689–1690: Algernon May
- 1690–1690: Baptist May
- 1690–1695: Charles Porter
- 1690–1693: William Adderley
- 1693–1698: William Scawen
- 1695–1710: John Berkeley, 4. wicehrabia Fitzhardinge
- 1698–1713: Richard Topham
- 1710–1711: William Paul
- 1711–1712: Samuel Masham
- 1712–1715: Charles Aldworth
- 1713–1715: Christopher Wren
- 1715–1715: Robert Gayer
- 1715–1722: Henry Ashurst
- 1715–1722: Samuel Travers
- 1722–1726: Charles Beauclerk, hrabia Burford
- 1722–1727: William O’Brien, 4. hrabia Inchiquin
- 1726–1741: lord Vere Beauclerk
- 1727–1733: George Cholmondeley, wicehrabia Malpas, wigowie
- 1733–1744: Sidney Beauclerk
- 1741–1761: Henry Fox
- 1744–1754: lord George Beauclerk
- 1754–1768: John Fitzwilliam
- 1761–1780: Augustus Keppel, wigowie
- 1768–1768: lord George Beauclerk
- 1768–1772: Richard Tonson
- 1772–1787: John Hussey-Montagu
- 1780–1794: Peniston Portlock Powney, torysi
- 1787–1796: Richard Wellesley, 2. hrabia Mornington, torysi
- 1794–1796: William Grant, torysi
- 1796–1797: Henry Isherwood, torysi
- 1796–1806: Robert Fulke Greville, torysi
- 1797–1802: William Johnston, torysi
- 1802–1804: John Williams, torysi
- 1804–1806: Arthur Vansittart, torysi
- 1806–1819: Edward Disbrowe, torysi
- 1806–1810: Richard Ramsbottom, torysi
- 1810–1845: John Ramsbottom, wigowie
- 1819–1820: Thomas Graves, 2. baron Graves, torysi
- 1820–1823: Herbert Taylor, torysi
- 1823–1826: Edward Cromwell Disbrowe
- 1826–1831: Hussey Vivian, wigowie
- 1831–1832: Edward Stanley, lord Stanley, wigowie
- 1832–1835: Samuel Pechell, wigowie
- 1835–1835: John de Beauvoir, radykałowie
- 1835–1837: John Elley, Partia Konserwatywna
- 1837–1841: Robert Gordon, wigowie
- 1841–1847: Richard Neville Grenville, Partia Konserwatywna
- 1845–1852: George Alexander Reid, Partia Konserwatywna
- 1847–1850: lord John Hay, wigowie
- 1850–1852: John Hatchell, wigowie
- 1852–1859: Charles William Grenfell, wigowie
- 1852–1855: lord Charles Wellesley, Partia Konserwatywna
- 1855–1857: Samson Ricardo
- 1857–1865: William Vansittart, Partia Konserwatywna
- 1859–1863: George William Hope, Partia Konserwatywna
- 1863–1865: Richard Vyse, Partia Konserwatywna
- 1865–1866: Henry Ainslie Hoare, Partia Liberalna
- 1865–1866: Henry Labouchère, Partia Liberalna
- 1866–1868: Charles Edwards, Partia Liberalna
- 1866–1868: Roger Eykyn, Partia Liberalna

### Deputowani w latach 1868–1974
- 1868–1874: Roger Eykyn, Partia Liberalna
- 1874–1890: Robert Richardson-Gardner, Partia Konserwatywna
- 1890–1906: Francis Tress Barry, Partia Konserwatywna
- 1906–1918: James Francis Mason, Partia Konserwatywna
- 1918–1922: Ernest Gardner, Partia Konserwatywna
- 1922–1942: Annesley Somerville, Partia Konserwatywna
- 1942–1970: Charles Mott-Radclyffe, Partia Konserwatywna
- 1970–1974: Alan Glyn, Partia Konserwatywna

### Deputowani po 1997
- 1997–2005: Michael Trend, Partia Konserwatywna
- 2005–2024: Adam Afriyie, Partia Konserwatywna
- od 2024: Jack Rankin(inne języki), Partia Konserwatywna